# 始馳龍屬
曙奔龍屬又名曉奔龍或始馳龍，是世界最早的恐龍之一，是類似獸腳亞目的最近共同祖先。屬它們生存於2億3140萬到2億2900萬年前的三疊紀晚期的阿根廷。其正模標本（編號：PVSJ560）是一個接近完整的骨骼，在伊斯基瓜拉斯托被發現。名稱由來為「黎明的跑者」。
曾被認為是始盜龍屬的新物種。然而，通過對化石進行更仔細的研究，發現了有始盜龍屬中未發現的許多骨骼特徵，因此始馳龍現在被認為是一個新屬。